# Нулев закон на термодинамиката
Нулевият закон на термодинамиката е физичен принцип, утвърждаващ, че в изолирана система в крайна сметка винаги се достига до термодинамично равновесие като при това всички части на системата са с една и съща температура. Принципът може да бъде формулиран така:
Ако термодинамична система A се намира в термодинамично равновесие със система B, а на свой ред система B се намира в термодинамично равновесие със система C, то A и C са също в термодинамично равновесие.
Нулевият закон изразява транзитивността на термодинамичното равновесие и дефинира понятието температура.